# 坝河镇
坝河镇，是中华人民共和国陕西省安康市汉滨区下辖的一个乡镇级行政单位。

## 行政区划
坝河镇下辖以下地区：
斑竹园村、苏山村、鸭鸽山村、獐树村、兴隆村、安坪村、伍湾村、柯家梁村、椒元村、普陀村、新更村、康乐村、繁荣村、康平村、寺姑村、代庄村和二郎村。